# Classe Kildine
La classe Kildine est une classe de quatre destroyers lance-missiles en service dans la marine soviétique durant la guerre froide. Construits dans les années 1950, trois d'entre eux sont modernisés dans les années 1970 avant d'être retirés du service à la fin des années 1980.

## Navires prévus
| Nom        | Chantier                                 | Quille             | Lancement       | Mise en service  | Destin                                   |
| ---------- | ---------------------------------------- | ------------------ | --------------- | ---------------- | ---------------------------------------- |
| Bedovy     | Chantier Severnaïa, Léningrad            | 1er décembre 1953  | 31 juillet 1955 | 30 juin 1958     | Modernisé en 1972 - 1974, démoli en 1989 |
| Neulovimy  | Chantier Nikolaïev, Léningrad            | 23 février 1957    | 27 février 1958 | 30 décembre 1958 | Modernisé en 1971 - 1972, démoli en 1991 |
| Neuderjimy | Chantier naval de Komsomolsk-sur-l'Amour | 23 février 1957    | 25 mai 1958     | 30 décembre 1958 | Désarmé en 1985, démoli en 1987          |
| Prozorlivy | Chantier Nikolaïev, Léningrad            | 1er septembre 1956 | 30 juillet 1957 | 30 décembre 1958 | Modernisé en 1976 - 77, démoli en 1991   |
| Neukrotimy | Chantier naval de Komsomolsk-sur-l'Amour |                    |                 |                  | Construction annulée                     |